# Club Atlético Colegiales
|  | No s'ha de confondre amb Club Atlético Colegiales (Munro). |

El Club Atlético Colegiales és un club de futbol paraguaià de la ciutat de Asunción.
Fundat el 1977, ingressà a la lliga paraguaiana el 1982. Destacà l'any 1995 a la Copa CONMEBOL en la que arribà a semifinals. També ha participat dos cops a la Copa Libertadores. El 1991 es classificà per la segona ronda i el 2000 no passà de la fase de grups.

## Palmarès
- Torneig República:[2]
  - 1990

- Lliga paraguaiana de segona divisió/División Intermedia:
  - 1982

- Lliga paraguaiana de tercera divisió:
  - 1979, 2008, 2021